# Waltham Forest
Il London Borough of Waltham Forest è un  borgo di Londra nella parte nord della città, e fa parte dell'Outer London.
Venne costituito nel 1965 dall'area del Metropolitan Borough of Chingford, del Metropolitan Borough of Leyton e del Metropolitan Borough of Walthamstow, trasferito a Londra dall'Essex.

## Distretti
- Leyton
- Temple Mills
- Lea Bridge
- Cann Hall
- Wood Street
- Higham Hill
- Walthamstow
- Walthamstow Central
- Walthamstow village
- Leytonstone
- Highams Park
- North Chingford
- Chingford

## Wards
- Leyton ward
- Lea Bridge
- Hoe Street
- Grove Green
- Cann Hall
- Wood Street
- Higham Hill
- High Street
- Leytonstone
- Chapel End
- William Morris
- Markhouse
- Valley Ward
- Cathall
- Larkswood
- Forest ward
- Endlebury ward
- Hale End
- Hatch Lane and Highams Park
- Hatch End
- Chingford Green